# Nanawale Estates
Nanawale Estates és una concentració de població designada pel cens dels Estats Units a l'estat de Hawaii. Segons el cens del 2000 tenia 1.073 habitants.

## Demografia
Segons el cens del 2000, Nanawale Estates tenia 1.073 habitants, 356 habitatges, i 247 famílies La densitat de població era de 216,41 habitants per km².
Dels 356 habitatges en un 42,1% hi vivien nens de menys de 18 anys, en un 42,7% hi vivien parelles casades, en un 18,8% dones solteres, i en un 30,6% no eren unitats familiars. En el 23,0% dels habitatges hi vivien persones soles el 9,6% de les quals corresponia a persones de 65 anys o més que vivien soles. El nombre mitjà de persones vivint en cada habitatge era de 3,01 i el nombre mitjà de persones que vivien en cada família era de 3,57.
Per edats la població es repartia de la següent manera: un 34,7% tenia menys de 18 anys, un 8,7% entre 18 i 24, un 26,1% entre 25 i 44, un 21,3% de 45 a 64 i un 9,2% 65 anys o més.
L'edat mediana era de 31,6 anys. Per cada 100 dones hi havia 99,44 homes. Per cada 100 dones de 18 o més anys hi havia 95,81 homes.
La renda mediana per habitatge era de 35.703 $ i la renda mediana per família de 36.875 $. Els homes tenien una renda mediana de 21.250 $ mentre que les dones 24.531 $. La renda per capita de la població era d'11.524 $. Aproximadament el 28,9% de les famílies i el 31,0% de la població estaven per davall del llindar de pobresa.

## Poblacions més properes
El següent diagrama mostra les poblacions més properes.